# Sobolew (Krater)
Koordinaten: 46° 18′ 0″ N, 137° 52′ 0″ O
Sobolew ist ein Einschlagkrater im Föderationskreis Ferner Osten von Russland.
Der Durchmesser des Kraters beträgt nur 53 Meter, sein Alter wird auf weniger als 1000 Jahre geschätzt. Von der Erdoberfläche aus ist die Einschlagstruktur sichtbar.